# Ormyrus tenompokus
Ormyrus tenompokus är en stekelart som beskrevs av T.C. Narendran 1999. Ormyrus tenompokus ingår i släktet Ormyrus och familjen kägelglanssteklar. Inga underarter finns listade i Catalogue of Life.